# Ibrahima Ndione
Ibrahima Ndione (ur. 10 czerwca 1984) – senegalski piłkarz, grający jako lewy napastnik. Od 2015 roku wolny gracz.

## Klub

### Początki
Zaczynał jako junior w AS Police. Następnie został zawodnikiem Raja Casablanca, gdzie grał do 2010 roku.

### Olympic Safi
1 stycznia 2010 roku przeszedł do Olympic Safi.
W sezonie 2011/2012 (pierwszym w bazie Transfermarkt) zagrał 11 meczów i trzy razy asystował.
Sezon 2012/2013 zakończył z 19 meczami, 4 bramkami i dwiema asystami.

### Dalsza kariera
25 czerwca 2013 roku przeniósł się do Hatta Club. 20 lutego 2015 roku przeniósł się do Fanja SC. 1 lipca 2015 roku odszedł na bezrobocie.